# بابلو سنتوريون
بابلو سنتوريون (بالإسبانية: Pablo Centurión)‏ هو لاعب كرة قدم باراغواياني. يلعب في حراسة المرمى. سبق له أن لعب في كأس العالم لكرة القدم مع منتخب بلاده.

## المسيرة الاحترافية

### أندية لعب لها
- سيرو بورتينيو
- نادي ميلوناريوس
- أتلتيكو ناسيونال
- إنديبنديينتي سانتا في

## روابط خارجية
- بابلو سنتوريون على موقع الاتحاد الدولي (مؤرشف)  (الإنجليزية)
- بابلو سنتوريون على موقع Soccerway.com (الإنجليزية)
- بابلو سنتوريون على موقع عالم كرة القدم.نت (الإنجليزية)